# Terrell (Texas)
Terrell é uma cidade localizada no estado norte-americano do Texas, no Condado de Kaufman.

## Demografia
Segundo o censo norte-americano de 2000, a sua população era de 13.606 habitantes.
Em 2006 foi estimada uma população de 18.506, um aumento de 4900 (36.0%).

## Geografia
De acordo com o United States Census Bureau tem uma área de 48,3 km², dos quais 47,4 km² cobertos por terra e 0,9 km² cobertos por água.

## Localidades na vizinhança
O diagrama seguinte representa as localidades num raio de 20 km ao redor de Terrell.